# Stojan Batič
Stojan Batič (* 2. Februar 1925 in Trbovlje, Königreich der Serben, Kroaten und Slowenen; † 17. September 2015 in Ljubljana) war ein jugoslawischer bzw. slowenischer Bildhauer.

## Leben und Werk
Stojan Batič musste als Kind aus einer Arbeiterfamilie bereits als Jugendlicher in einer Kohlenmine arbeiten. Im Alter von 19 Jahren wurde er Mitglied der Jugoslawischen Volksbefreiungsarmee, die gegen die Besetzung Jugoslawiens durch die Wehrmacht kämpfte.
Nach dem Ende des Zweiten Weltkriegs schrieb er sich an der Akademie der Bildenden Künste der Universität Ljubljana ein, wo er unter Betreuung von Professor Boris Kalin und Frančišek Smerdu Bildhauerei studierte. Im Jahr 1957 beendete er das Studium in Ljubljana und studierte in Paris bei dem Bildhauer Ossip Zadkine.
Batič wurde bekannt durch Skulpturen, die die Geschichte Sloweniens wie auch europäische und orientalische Mythen aufnehmen. Seine bekanntesten Werke sind die Friedliche Revolution Sloweniens auf der Burg von Ljubljana und die Figurenreihe Itaka. Im Jahr 1995 stellte er in der Mestna Galerija (Stadtgalerie) in Ljubljana aus. Er lebte und arbeitete in Ljubljana.

## Auszeichnungen
Im Jahre 1960 erhielt Batič den Großen Prešeren-Preis, den höchsten Preis für künstlerische und kulturelle Leistungen in Slowenien.

## Galerie von Werken (Auswahl)

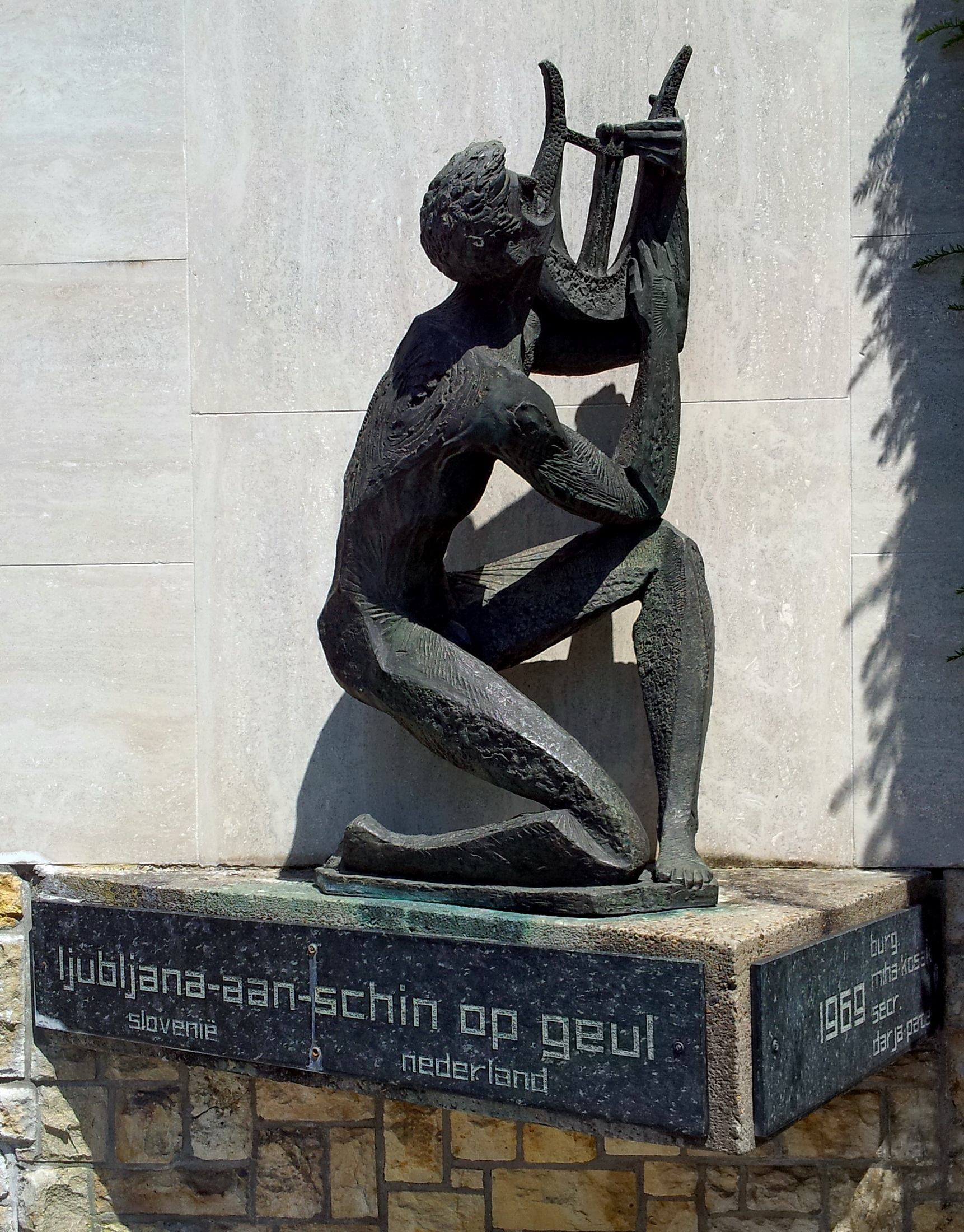
Orpheus (1969) Standort: Schin op Geul, Niederlande

## Monographie
- Stojan Batič. Izbor reproduciranih del in oblikovanje monografije: Zoran Kržišnik, Jože Brumen, Stojan Batič. Hrsg. Miro Zdovc. Übersetzt aus dem Englischen von Bojan P. Moll.